# Roknia
Roknia è un comune dell'Algeria, situato nella provincia di Guelma.